# Myrmecocystus mexicanus
Myrmecocystus mexicanus es una especie de hormigas, conocidas como hormigas de miel, que se caracteriza por su capacidad de almacenar néctar en su abdomen. Algunas obreras (alrededor de 20 a 25% de la población) hinchan su abdomen con el néctar suministrado por el resto de las obreras, creando así una especie de odre, y cuando es necesario otras obreras lo extraen. Funcionan esencialmente como despensas vivas.
Las especies de hormigas productoras de miel, se encuentran en las regiones secas y cálidas del planeta, donde las necesidades de comida fresca no siempre pueden satisfacerse, especialmente en México, esta especie se encuentra en México como su nombre lo indica, Myrmecocystus mexicanus.
En esta hormiga es característico el uso de sus propios cuerpos como almacenes de alimento, pero tienen más funciones que el almacenamiento de alimentos. Algunas almacenan líquidos, grasa corporal, el líquido de sus presas o insectos que le traen las otras obreras. Más tarde puede servir como una fuente de alimento para sus compañeros. Sobre todo cuando hay escasez de alimentos.
Durante el día esta hormiga permanece oculta, pero por la noche, cuando baja la temperatura, es posible observarla trepando a las plantas cercanas a su hormiguero, en busca del néctar que le permite aumentar sus reservas alimenticias. Su cuerpo es de color amarillo-dorado, y sus huevos son blancos. Se comunican entre sí por medio de feromonas y del tacto. Estas hormigas excavan en la tierra sus nidos, constituidos por una serie de galerías y cámaras que forman una intrincada red y funcionan como almacenes, cámaras de nacimiento, cámara real, etcétera. Los laberintos de corredores y grutas son lisos en su superficie y se refuerzan con una mezcla de saliva y tierra, lo que les proporciona una increíble resistencia y durabilidad. Los hormigueros cuentan también con un sistema de corredores adicional que sirve para la circulación del aire.